# Locked Up
Locked Up è un brano musicale del cantante statunitense Akon, pubblicato come primo singolo estratto dall'album Trouble e pubblicato il 13 aprile 2004. Il singolo ha raggiunto la quarta posizione della Official Singles Chart e l'ottava della Billboard Hot 100. Il brano figura il featuring del rapper Styles P.

## Tracce
UK CD Single
1. Locked Up (Album Version) - 3:56
2. Locked Up (Remix) (Featuring Styles P) - 3:50
3. Locked Up (Remix) (Featuring Taz & Styles P) - 3:48
4. Locked Up (Video) (Featuring Styles P) - 3:50

Global Lockdown - The Locked Up Remixes
1. Locked Up (U.K. Remix) (Featuring Taz & Styles P)
2. Locked Up (Germany Remix) (Featuring Azad)
3. Locked Up (New Zealand Remix) (Featuring Savage)
4. Locked Up (France Remix) (Featuring Booba)
5. Locked Up (Canada Remix) (Featuring Mayhem)
6. Locked Up (Puerto Rico Remix) (Featuring Julio Voltio)

## Classifiche
| Classifica (2004)         | Posizione massima |
| ------------------------- | ----------------- |
| Austria                   | 64                |
| Belgio (Vallonia)         | 26                |
| Francia                   | 12                |
| Germania                  | 15                |
| Irlanda                   | 10                |
| Paesi Bassi               | 71                |
| Spagna                    | 19                |
| Svizzera                  | 19                |
| Regno Unito               | 5                 |
| Stati Uniti               | 8                 |
| Stati Uniti (R&B/Hip-Hop) | 6                 |